# Smrtonosni ujed
Smrtonosni ujed je 28. sveska strip edicije Marti Misterija. U SR Srbiji, tada u sastavu SFRJ, ova epizoda je objavljena prvi put u avgustu 1985. godine kao vanredno izdanje Lunov magnus stripa #28. u izdanju Dnevnika iz Novog Sada. Cena sveske bila je 120 dinara (1,4 DEM; 0,45 $).

## Originalna epizoda
U italiji, ova priča premijerno je objavljena u dve zasebne sveske (#30-31). Prvi deo je objavljen 1. septembra 1984. u Italiji u svesci #30. pod nazivom La camera del tempo za izdavačku kuću Boneli (Italija). Cena je bila 800 lira ($0,56; 1,39 DEM). Druga je objavljena u #31. pod nazivom L'orendad invasione 1. oktobra 1984.. Epizodu je nacrtao Klaudio Vila, a scenario je napisao Alfredo Kasteli. Naslovnu stranu nacrtao je Đankarlo Alesandrini.

## Sadržaj
U Bostonu, na Massachusetts institutu tehnologije (MIT), Marti Misterija i Java dolaze kako bi prisustvovali završetku eksperimenta koji je vodio Martijev kolega, profesor Silver. Završetku eksperimenta prisustvuju i drugi naučnici. Eksperiment je uključivao stvaranje vremenske komore u kojoj je vreme prolazilo deset hiljada puta brže nego u stvarnosti. U komoru su stavljeni različiti objekti, a protok vremena je simuliran pomoću veštačkog izlaska i zalaska sunca, duvanja vetra i drugih faktora. Ukupno trajanje eksperimenta bilo je 87,5 miliona sati. Kada je komora otvorena, sve je bilo pretvoreno u prah, osim čvrstog betona. Ipak, niko nije primetio da je iz komore izletio komarac. Nekoliko dana kasnije, dr. Richardson, koji je bio prisutan na završetku eksperimenta, umire od uboda nepoznatog insekta. Ubrzo zatim, Dijana postaje meta komarca dok vozi automobil. U narednim danima, velika fabrika koja proizvodi insekticide, među kojima je najpoznatiji "Killer" za komarce, doživljava ozbiljan incident – alarme se nisu upalili na vreme jer su komarci blokirali kontakte unutar sistema. Profesor Silver povezuje smrt dr. Richardsona s ovim događajem i poziva Martija na razgovor, ali umire tokom telefonskog razgovora.

## Reprize ove epizode
U Srbiji je ova epizoda reprizirana u knjizi #5 kolekcionarske edicije Biblioteka Marti Mistrija koju je objavio Veseli četvrtak 28.12.2023. godine. U Italiji je epizoda prvi put reprizirana u okviru edicije Tutto Martyn Mystere, u brojevima #28-30, dok je u Hrvatskoj prvi put reprizirana kao #17. u izdanju Libelusa 18.4.2008. pod nazivom Kristalna kugla.

## Prethodna i naredna sveska vanrednog izdanja LMS
Prethodna sveska nosila je naziv Kristalna kugla (#27), a naredna Smrtonosni ujed (#28).
Pogledati još: Marti Misterija (vanredno izdanje LMS)